# Râul Fâneața Vacilor
Râul Fâneața Vacilor este un afluent de stânga al râului Valea Caldă Mare. Izvorăște la nord de localitatea Crairât, urmărește un traseu orientat NE-SV (până la vărsare), având o lungime totală de cca 5 km.